# Bolovănești (okręg Ardżesz)
Bolovănești – wieś w Rumunii, w okręgu Ardżesz, w gminie Mușătești. W 2011 roku pozostawała niezamieszkana.